# Retourenmanagement
Retourenmanagement ist ein Teilgebiet der Reverse Logistik und des Kundenmanagements und befasst sich mit der Planung, Steuerung und Kontrolle von Rücklieferungen („Retournierer“). Ziel ist eine effiziente, kostengünstige und kundenorientierte Organisation von Informations-, Finanz- und Warenflüssen und eine Vermeidung von unnötigen Rücklieferungen. Dadurch soll eine Sicherstellung der Kundenzufriedenheit, Wiederkaufswahrscheinlichkeit und positive Weiterempfehlung gesichert werden. Besondere Aufmerksamkeit findet das Retourenmanagement im E-Commerce, wo es sehr viele Rücklieferungen gibt.

## Retourenquoten
Die Retourenquote ist eine der gebräuchlichsten Kennzahlen der Retourenlogistik und beschreibt das Verhältnis von Auftragsposition und Rücksendeposition in Prozent. Dabei wird die Retourenquote in drei verschiedene Quoten aufgesplittet, die gesondert betrachtet werden können. Diese drei lauten:  Alpha-, Beta- und Gamma-Retourenquote.
- Die Alpha-Retourenquote entspricht der Anzahl der zurückgesendeten Pakete und wird aus dem Verhältnis der retournierten Pakete zu den versendeten Paketen gebildet. Dabei ist die Anzahl der in einem Paket retournierten Waren irrelevant. Die Formel zur Berechnung lautet: {\displaystyle \alpha =(Anzahl\ retournierter\ Pakete\div Anzahl\ versandter\ Pakete)\times 100}

- Die Beta-Retourenquote entspricht dagegen der Anzahl der retournierten Artikel und wird folglich durch das Verhältnis von zurückgesandten Artikeln zu versandten Artikeln gebildet. Durch das Ermitteln dieser Quote können diejenigen Artikel identifiziert werden, die im Vergleich zu anderen einen auffällig hohen Rücksendeanteil aufweisen, um eventuell Gegenmaßnahmen zu treffen. Berechnet wird sie durch:{\displaystyle \beta =(Anzahl\ retournierter\ Artikel\div Anzahl\ versandter\ Artikel)\times 100}

- Die Gamma-Retourenquote entspricht dem Wert der Artikel, die retourniert wurden und beschreibt somit das Verhältnis des Wertes der zurückgeschickten Artikel zu dem Wert der verschickten Artikel. Wird diese Quote mit der Beta-Quote kombiniert betrachtet, lassen sich Rückschlüsse darauf ziehen, ob höherpreisige Artikel eher retourniert werden als Niedrigpreisige. Folgende Formel wird zur Berechnung verwendet:{\displaystyle \gamma =(Wert\ retournierter\ Artikel\div Wert\ versandter\ Artikel)\times 100}

## Strategien
Im Retourenmanagement lassen sich die Strategien in die zwei Kategorien Präventives Retourenmanagement und Reaktives Retourenmanagement einteilen.
- Das Präventive Retourenmanagement umfasst dabei alle Maßnahmen zur Vermeidung von Retouren vor und nach der Bestellung durch den Kunden. Dies können zum Beispiel sein:
  - Beratung, aussagekräftige Beschreibungen und Informationsangebote
  - Vermeidung von falschen Erwartungen durch Werbung
  - (virtuelle) Proben
  - Testberichte und Kundenbewertungen
  - algorithmische Vorhersagen

- Das Reaktive Retourenmanagement umfasst dabei alle Maßnahmen zu einer effizienten Handhabung von Retouren und wie diese wieder in den Warenkreislauf eingeführt werden können. Dies können zum Beispiel sein:
  - Rücklieferungsformulare und Services
  - Optimierungen im Logistik- und Transportprozess
  - Kundenverwaltung und CRM
  - Qualitätskontrolle bei Rücklieferungen

## Gründe für Rücklieferungen
Für Rücklieferungen gibt es viele verschiedene Gründe. Diese können beispielsweise sein:
- Sach- und Qualitätsmängel;
- nicht beabsichtigte Käufe (Kaufreue);
- das Produkt gefällt den Personen nicht oder erfüllt nicht deren Erwartungen;
- Preis war zu hoch und das Geld wird für ein anderes Produkt benötigt;
- mangelnde Informationen und Wissen über die Funktionsweise und Ausführung des Produktes;
- Produkt benötigt weitere Produkte, die nicht vorhanden oder kompatibel sind;
- vorher bewusste Entscheidung, das Produkt nur auszuprobieren oder direkt mehrere Produkte zum Ausprobieren bestellt;
- Produkt stellt eine Gefahr für einen selbst oder andere dar oder wird einem verboten bzw. soll oder kann nicht (mehr) geheim gehalten werden;
- juristische Bindungen sollen aufgelöst werden.

## Kritik
Ein schlechtes Retourenmanagement führt oft zu unnötigen Geldausgaben (Personal, Material, Transport, Lager usw.), Umweltverschmutzung und Zeitaufwand. Oft hat das zur Folge, dass die Mitarbeiter deswegen mehr oder unter härteren Bedingungen arbeiten müssen und Löhne gekürzt oder bewusst niedrig gehalten werden und das Image des Unternehmens dadurch fällt. Die Rückgaberate ist bei vielen Anbietern sehr hoch. So wird bei Zalando beispielsweise jedes zweite Paket zurückgegeben. Die durchschnittliche Rücksendequote in allen Branchen beträgt 13 Prozent.
Große Anbieter arbeiten daher bereits an dem Einsatz von Drohnen und anderen Technologien für die Aus- und Rücklieferung von Waren oder führen Sanktionen ein, wie Kontosperren bei zu vielen Rücklieferungen. Eine bessere Verwaltung soll durch die Optimierung von Enterprise-Resource-Planning-Systeme erfolgen und eine bessere Überwachung und Einscannen durch erweiterte Realität. Zudem soll eine künstliche Intelligenz bessere Vorhersagen und Vorschläge liefern.